# Кобиља Глава (Златибор)
Кобиља Глава је место које се налази на планини Златибор, у непосредној близини Рибничког језера, на пола пута између центра Златибора и скијалишта Торник. Становништво се доселило средином девентаестог века из оближњег златиборског села Драглице, из засеока Кутлешићи. Легенда о постанку имена потиче из тог периода и каже да је пре самог пресељења први Кутлешић отишао у престоницу код краља да га замоли за овај посед. Након показивања на карти о којем је пределу реч краљ је узвикнуо „Да није много мачку кобиља глава“.Најчешћа презименa су Божанић,Спасенић и Кутлешић.

Надморска висина је 1100м